# Barsac (Gironde)
Barsac [baʁsak] ist eine Stadt mit 2.061 Einwohnern (Stand 1. Januar 2022) im Département Gironde in der Region Nouvelle-Aquitaine in Frankreich.

## Geografie
Sie grenzt im Norden an Cadillac, im Osten an Loupiac, im Südosten an Preignac, im Südwesten an Pujols-sur-Ciron, im Westen an Illats und im Nordwesten an Cérons.
Barsac wird vom Ciron passiert, der dort in die Garonne auf deren linken Seite mündet.

## Verkehr
Der Bahnhof Barsac befindet sich an der Bahnstrecke Bordeaux–Sète, er wird von Regionalzügen des TER Nouvelle-Aquitaine bedient.
Am südwestlichen Rand des Stadtgebiets verläuft die Autobahn A 62, die nächste Anschlussstelle ist Langon. Durch den Ort führt die ehemalige Nationalstraße N 113, die zur Departementsstraße D 1113 abgestuft wurde.

## Bevölkerungsentwicklung
| Jahr      | 1962 | 1968 | 1975 | 1982 | 1990 | 1999 | 2007 |
| --------- | ---- | ---- | ---- | ---- | ---- | ---- | ---- |
| Einwohner | 2249 | 2298 | 2019 | 2085 | 2058 | 1948 | 1962 |

## Weinanbau
Barsac verfügt über ein rund 600 Hektar großes Weinanbaugebiet, in dem ähnlich wie im benachbarten Sauternes hauptsächlich edelsüße Weißweine produziert werden.

## Sehenswürdigkeiten

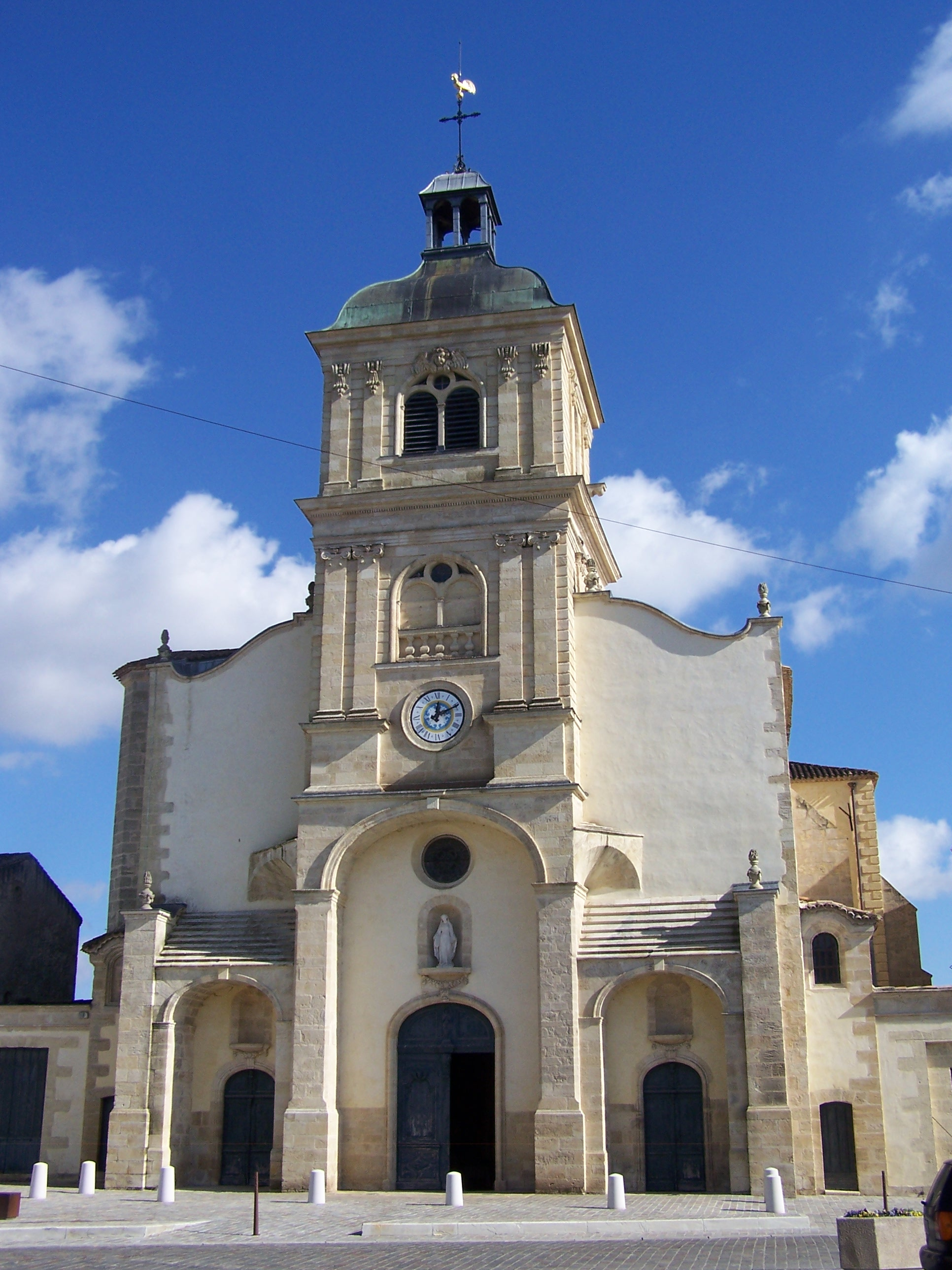
Kirche Saint-Vincent

- Kirche Saint-Vincent, Barockbau aus dem 18. Jahrhundert (Monument historique), mit zwei Beichtstühlen und Taufbecken (Monuments historiques)
- Château Nairac, Schloss und Weingut aus dem 18. Jahrhundert (Monument historique)
- Château Guiteronde, Schloss und Weingut

## Gemeindepartnerschaften
- Wöllstein in Rheinhessen, Deutschland